# Ludovica Caramis
Ludovica Caramis (Roma, 29 luglio 1991) è una showgirl ed ex modella italiana.

## Biografia
È diplomata al liceo classico. La sua carriera incomincia nel 2009 con la partecipazione al concorso di bellezza Miss Italia (Miss Deborah Lazio), dove si classifica nella top 20. Viene proclamata "Miss Rocchetta Bellezza".
Seguono vari lavori quali: la campagna pubblicitaria Altex Cashmere (Messaggero di Roma e cartellonistica stradale) e quella per Brosway Gioielli, il catalogo 2009 per Miss Bikini Linea Original, varie sfilate di moda (una trasmessa da Fashion TV), servizi fotografici per riviste ("Ragazza Moderna", "Hit Mania Magazine" e "Noi Tutti Noi") e copertine per giornali di moda quali "Noi Tutti Noi" e "Ragazza Moderna". Dal 2011 al 2017 ha preso parte come "professoressa" al programma televisivo L'eredità, condotto da Carlo Conti a staffetta con Fabrizio Frizzi su Rai 1.
L'eredità viene premiata con il Premio TV - Premio regia televisiva nel 2012, nel 2013 e nel 2014, tutte e tre le volte il premio viene ritirato da Carlo Conti con Ludovica Caramis, Laura Forgia, Eleonora Cortini e Francesca Fichera. Nell'autunno dello stesso anno prende parte alla quarta edizione del talent show Tale e quale show, programma condotto da Carlo Conti su Rai 1, dove interpreta Victoria Beckham delle Spice Girls, gli altri membri del gruppo sono interpretati dalle altre "professoresse" (Laura Forgia, Eleonora Cortini e Francesca Fichera) e Gabriele Cirilli; il gruppo interpreta Wannabe. Dal 2018 al 2020 affianca Carlo Conti nel varietà televisivo La Corrida nel ruolo di valletta.

## Vita privata
Ludovica Caramis, che ha origine greca da parte del nonno paterno, ha sposato, il 1º settembre 2014, dopo due anni di fidanzamento, il calciatore Mattia Destro ad Ascoli Piceno.
La coppia ha un figlio nato nel 2020.

## Televisione
- Miss Italia (Rai 1, 2009) - concorrente
- L'eredità (Rai 1, 2011-2017) - professoressa
- La Corrida - Dilettanti allo sbaraglio (Rai 1, 2018-2020) - valletta
- L'Eredità - speciale Sanremo (Rai 1, 2022) - ospite